# Cordylanthus rigidus
Cordylanthus rigidus är en snyltrotsväxtart som först beskrevs av George Bentham, och fick sitt nu gällande namn av Jepson. Cordylanthus rigidus ingår i släktet Cordylanthus och familjen snyltrotsväxter.

## Underarter
Arten delas in i följande underarter:
- C. r. brevibracteatus
- C. r. involutus
- C. r. littoralis
- C. r. rigidus
- C. r. setigerus